# Framework
Pour les articles homonymes, voir Framework (homonymie).
En programmation informatique, un framework (appelé aussi infrastructure logicielle, infrastructure de développement, environnement de développement, socle d'applications, cadre d'applications ou cadriciel) est un ensemble cohérent de composants logiciels structurels qui sert à créer les fondations ainsi que les grandes lignes de tout ou partie d'un logiciel, c'est-à-dire une architecture.
Un framework se distingue d'une simple bibliothèque logicielle principalement, d'une part par son caractère générique, faiblement spécialisé, contrairement à certaines bibliothèques ; un framework peut à ce titre être constitué de plusieurs bibliothèques, chacune spécialisée dans un domaine. Un framework peut néanmoins être spécialisé dans un langage particulier, une plateforme spécifique, un domaine particulier : communication de données, data mapping, etc. D'autre part, il impose un cadre de travail, en raison de sa construction même, guidant l'architecture logicielle voire conduisant le développeur à respecter certains patrons de conception ; les bibliothèques le constituant sont alors organisées selon le même paradigme.
Les frameworks sont donc conçus et utilisés pour modeler l'architecture des logiciels applicatifs, des applications web, des middlewares et des composants logiciels. Les frameworks sont acquis par les informaticiens, puis incorporés dans des logiciels applicatifs mis sur le marché, ils sont par conséquent rarement achetés et installés séparément par un utilisateur final.

## Description
Un framework est un ensemble d'outils et de composants logiciels organisés conformément à un plan d'architecture et des patterns, l'ensemble formant ou promouvant un « squelette » de programme, un canevas. Il est souvent fourni sous la forme d'une bibliothèque logicielle et accompagné du plan de l'architecture cible du framework.
Un framework est conçu en vue d'aider les programmeurs dans leur travail. L'organisation du framework vise la productivité maximale du programmeur qui va l'utiliser — gage de baisse des coûts de construction et maintenance du programme. Le contenu exact du framework est dicté par le type de programme et l'architecture cible pour lequel il est conçu.
On trouve différents types de frameworks :
- framework d'infrastructure système : pour développer des systèmes d'exploitation, des interfaces graphiques, des outils de communication (exemple : Framework .Net, Struts) ;
- framework d'intégration intergicielle (middleware) : pour fédérer des applications hétérogènes. Pour mettre à disposition différentes technologies sous la forme d'une interface unique ;
- frameworks d'entreprise : pour développer des applications spécifiques au secteur d'activité de l'entreprise ;
- frameworks de gestion de contenu : sont les fondations d'un système de gestion de contenu[6] — pour la création, la collecte, le classement, le stockage et la publication de « biens numérisés ».

Les principaux avantages de ces frameworks sont la réutilisation de leur code, la standardisation du cycle de vie du logiciel (spécification, développement, maintenance, évolution), ils permettent de formaliser une architecture adaptée au besoin de l'entreprise. Ils tirent parti de l'expérience des développements antérieurs.

### Objets
En programmation orientée objet, un framework est typiquement composé de classes mères qui seront dérivées et étendues par héritage en fonction des besoins spécifiques à chaque logiciel qui l'utilise. Avec un framework orienté objets, le programmeur qui l'utilise pourra personnaliser les éléments principaux du programme par extension, en utilisant le mécanisme d'héritage : créer des nouvelles classes qui contiennent toutes les fonctionnalités que met en place le framework, ajoutées à ses fonctionnalités propres, créées par le programmeur en fonction des besoins spécifiques à son programme. Le mécanisme d'héritage permet également de transformer des fonctionnalités existant dans les classes du framework.

### Inversion de contrôle
Alors que les bibliothèques de classes sont typiquement passives (les opérations des classes sont exécutées sur demande du programme qui les utilise), les frameworks sont typiquement actifs : le déroulement des opérations dans un programme est dirigé par le framework qu'il utilise, par des mécanismes tels que les fonctions de rappel et les événements, selon le principe « ne m'appelez pas, je vous appellerai ». L'inversion de contrôle fait partie de l'architecture typique d'un framework.

## Traduction française
En programmation informatique, le terme « framework » se traduit par « structure logicielle », bien que le terme anglais reste majoritairement utilisé. D'autres tentatives de francisation du terme ont été faites ; on trouve ainsi parfois les termes environnement de développement, recommandé par la Commission d’enrichissement de la langue française, et cadre d'applications, socle d’applications ou cadriciel recommandés par l'Office québécois de la langue française.
Un framework est distinct d'une plateforme, dans la mesure où il n'intègre pas d'environnement d'exécution système ou applicatif.

## Exemples
| Nom                            | Usage                                                    | Architecture cible                     | Langage | Auteur                                                                         | Licence        |
| ------------------------------ | -------------------------------------------------------- | -------------------------------------- | --- | ------------------------------------------------------------------------------ | -------------- |
| ActionScript Foundry           | application web                                          | Adobe Flex                             | ActionScript et Java                                                                                           | ServeBox                                                                       |                |
| Apache Cocoon                  | application web - servlet                                | ?                                      | Java, XML | Apache Software                                                                | Logiciel libre |
| Spring                         | application web                                          | Multiplateforme                        | Java | Spring Source                                                                  | Logiciel libre |
| Apache Struts                  | application web                                          | Modèle-Vue-Contrôleur                  | Java | Apache Software                                                                | Logiciel libre |
| Twitter Bootstrap              | application web                                          | Modèle-Vue-Contrôleur                  | HTML/CSS/Javascript                                                                                            | Twitter                                                                        | Licence MIT    |
| Catalyst                       | logiciel applicatif                                      | Modèle-Vue-Contrôleur                  | Perl |                                                                                | Logiciel libre |
| Cocoa                          | logiciel applicatif                                      | Cocoa                                  | Objective C | Apple                                                                          |                |
| CubicWeb                       | Plateforme de développement web sémantique               | Multiplateforme                        | Python | Logilab                                                                        | LGPL           |
| Django                         | application web                                          | Modèle-Vue-Contrôleur                  | Python | Django Software Foundation                                                     | Logiciel libre |
| Dojo                           | applet                                                   | AJAX                                   | JavaScript | Fondation Dojo                                                                 |                |
| Eclipse Modeling Framework (*) | modélisation des données                                 | Multiplateforme                        | (ouvert) | Fondation Eclipse                                                              | Logiciel libre |
| Eclipse RCP                    | Rich Client Platform                                     | IDE Eclipse Platform, Multiplateforme  | (ouvert) | Fondation Eclipse                                                              | Logiciel libre |
| eZ Publish                     | application web                                          | système de gestion de contenu          | PHP | eZ Systems AS                                                                  | Logiciel libre |
| JavaServer Faces               | application web                                          | Composant                              | Java |                                                                                | Logiciel libre |
| FxEngine Framework             | traitement numérique du signal, plugin                   | Filtres et tubes                       | C++ | SMProcess                                                                      |                |
| Grails                         | application web                                          | Modèle-Vue-Contrôleur                  | Groovy | Graeme Rocher, Guillaume Laforge, Marc Palmer, Dierk Koenig et Steven Devijver |                |
| Google Guice                   | application web                                          | Multiplateforme                        | Java | Bob Lee, Kevin B, Jesse Wilson, Christian Gruber                               | Logiciel libre |
| Hibernate                      | persistance & mapping                                    | Java Persistance API                   | Java | JBoss                                                                          | Logiciel libre |
| Java SE (**)                   | framework générique pour Rich Client Platform            | Multiplateforme                        | Java Scala JScheme, implémentation de Scheme Clojure (dialecte de Lisp) JRuby Jython Rhino (moteur JavaScript) | Sun Microsystems puis Oracle Corporation                                       | Logiciel libre |
| Java EE (**)                   | framework professionnel avec support du distribué        | Multiplateforme                        | Java Scala JScheme, implémentation de Scheme Clojure (dialecte de Lisp) JRuby Jython Rhino (moteur JavaScript) | Sun Microsystems puis Oracle Corporation                                       | Logiciel libre |
| Java ME (**)                   | framework pour application mobile                        | Multiplateforme                        | Java Scala JScheme, implémentation de Scheme Clojure (dialecte de Lisp) JRuby Jython Rhino (moteur JavaScript) | Sun Microsystems puis Oracle Corporation                                       | Logiciel libre |
| JavaFX (**)                    | framework pour Rich Internet Application                 | Multiplateforme                        | Java Scala JScheme, implémentation de Scheme Clojure (dialecte de Lisp) JRuby Jython Rhino (moteur JavaScript) | Sun Microsystems puis Oracle Corporation                                       | Logiciel libre |
| Kivy                           | framework pour application mobile                        | Multiplateforme                        | Python Cython                                                                                                  | Kivy organization                                                              | Logiciel libre |
| Laravel                        | applications web                                         | Multiplateforme, Modèle-Vue-Contrôleur | PHP | Équipe de développement Laravel                                                | Licence MIT    |
| MARF                           | traitement du signal et des langues                      | pipeline                               | Java | Serguei Mokhov, Stephen Sinclair                                               |                |
| Microsoft Foundation Class     | logiciel applicatif                                      | Modèle-Vue-Contrôleur                  | C++ | Microsoft                                                                      | Propriétaire   |
| .Net (**)                      | logiciel applicatif, application web, composant logiciel | ASP.NET                                | C#, Visual Basic .NET                                                                                          | Microsoft                                                                      | Propriétaire   |
| Ruby on Rails                  | application web                                          | Modèle-Vue-Contrôleur                  | Ruby | David Heinemeier Hansson et                                                    | Logiciel libre |
| Symfony                        | application web                                          | Modèle-Vue-Contrôleur                  | PHP | Sensio Labs                                                                    | Logiciel libre |
| SoJo FrameWork                 | application web                                          | Modèle-Vue-Contrôleur                  | HTML/CSS | InGamesStudio                                                                  | Logiciel libre |
| TopLink                        | persistance & mapping                                    | Java Persistance API                   | Java | Oracle Corporation                                                             |                |
| W3.CSS                         | application web                                          | Google Material Design                 | CSS | W3Schools                                                                      | Logiciel libre |
| Zend Framework                 | application web                                          | Modèle-Vue-Contrôleur                  | PHP | Zend Technologies                                                              | Logiciel libre |
| Zope                           | gestion de contenu                                       | Zope                                   | Python | Zope Corporation                                                               | Logiciel libre |

(*) Certains frameworks comme Eclipse constituent davantage des méta-frameworks, ou frameworks de frameworks, dans la mesure où ils permettent, selon les modules qui en sont installés, de se réorienter vers différentes activités informatiques.
(**) Microsoft .NET et les Java Platforms peuvent être vus indifféremment comme des frameworks ou comme des plateformes logicielles, selon que l'on considère leurs seules bibliothèques de développement ou leur environnement d'exécution.